# Hamza ben Laden
Pour les articles homonymes, voir Famille ben Laden.
Hamza ben Laden (arabe : حمزة بن أسامة بن محمد بن عوض بن لادن, Hamza bin Osama bin Mohammed bin Awad bin Laden), également appelé Hamza bin Laden ou Hamza Laden, né le 9 mai 1989 à Djeddah, et réputé décédé en juillet 2019, est un des fils d'Oussama ben Laden. Il aurait habité à Peshawar.  
Son frère Khalid et son père ont été tués en 2011 par les Navy SEAL,. Sa mère, Khairiah Sabar, habitait le complexe d'Abbottabad avant qu'il ne réussisse à s'échapper. 
La presse, puis les institutions américaines, rapportent sa mort dans une opération menée par l'armée américaine entre le Pakistan et l'Afghanistan en juillet 2019.

## Biographie

### Famille
Fils préféré de son père Oussama ben Laden (pour d'autres il s'agit de Saad et Mohammed), Hamza est vu comme le « prince héritier du djihad » ou encore « un dirigeant clé et émergent de la franchise Al-Qaïda ». 

### Mise à prix
Considéré comme dangereux par Washington pour avoir appelé à l'« unité jihadiste et aux attentats contre l'Occident », il est, en janvier 2017, ajouté à la liste noire des terroristes internationaux tenue par les États-Unis. 
Le 22 février 2019, l'Arabie saoudite le déchoit de sa nationalité. Quelques jours plus tard, le 28 février, le département d'État américain promet une récompense allant jusqu'au million de dollars pour toute information permettant de le localiser. 
Il aurait épousé Myriam, fille de Abdullah Ahmed Abdullah, numéro 2 d'Al-Qaïda, tous deux présumés morts abattus le 7 août 2020.
Avec quelques membres de sa famille, il est soupçonné d'avoir trouvé refuge en Iran mais il est, en réalité, retenu en résidence surveillée lorsque la traque américaine contre Al-Qaïda débute en 2001. 
Il est libéré en 2010 en échange d'otages iraniens retenus par les talibans et aurait été pris sous l'aile des lieutenants de son père dont le Libyen Atiyah Abd-al Rahman (tué en 2011). 
Sa position exacte n'est pas connue mais Michael Evanoff (en), un responsable américain, déclare : « Nous pensons qu’il est probablement à la frontière afghano-pakistanaise et qu’il passera en Iran. Mais il pourrait se trouver n’importe où dans le sud de l’Asie centrale ». Selon certains experts, il serait le chef de Jama'at Ansar al-Furqan in Bilad al Sham (en), un groupe djihadiste actif en Syrie,,.

### Mort
Le 31 juillet 2019, le New York Times et NBC News annoncent qu'il serait mort à la suite d'une opération à laquelle les États-Unis auraient contribué. Interrogé sur ce point, le président Donald Trump refuse toutefois de commenter.
Pour le journaliste de France 24 Wassim Nasr, spécialiste du djihadisme : « Les sources djihadistes classiques ne confirment pas. D'ailleurs, certaines sources disent même que c'est une tactique américaine pour le faire sortir de sa cachette. Même s'il est vraiment mort, son rôle a très souvent été exagéré, c'est un peu une vitrine médiatique pour contenter le camp de la péninsule arabique d'Al-Qaïda face au camp égyptien d'Ayman al-Zawahiri, qui reste le vrai leader spirituel de la mouvance terroriste. Les ben Laden ne sont pas une famille royale ». 
Le 22 août 2019, Mark Esper, chef du Pentagone, annonce son décès. Le 14 septembre 2019, Donald Trump le confirme.